# Omlód
Omlód (szerbül Омољица / Omoljica, németül Homolitz, románul Omolița) település Szerbiában, a Vajdaságban, a Dél-bánsági körzetben, Pancsova községben. A trianoni békeszerződésig Torontál vármegye Pancsovai járásához tartozott.

## Népesség
1910-ben  5360 lakosából 48 fő magyar, 2512 fő német, 2 fő szlovák, 408 fő román, 41 fő horvát, 2196 fő szerb, 138 fő egyéb anyanyelvű volt. Ebből 2574 fő római katolikus, 1 fő görögkatolikus, 8 fő református, 55 fő ág. hitv. evangélikus, 2698 fő görögkeleti ortodox, 9 fő izraelita vallású volt. A lakosok közül 3233 fő tudott írni és olvasni, 608 lakos tudott magyarul.

## Jegyzetek

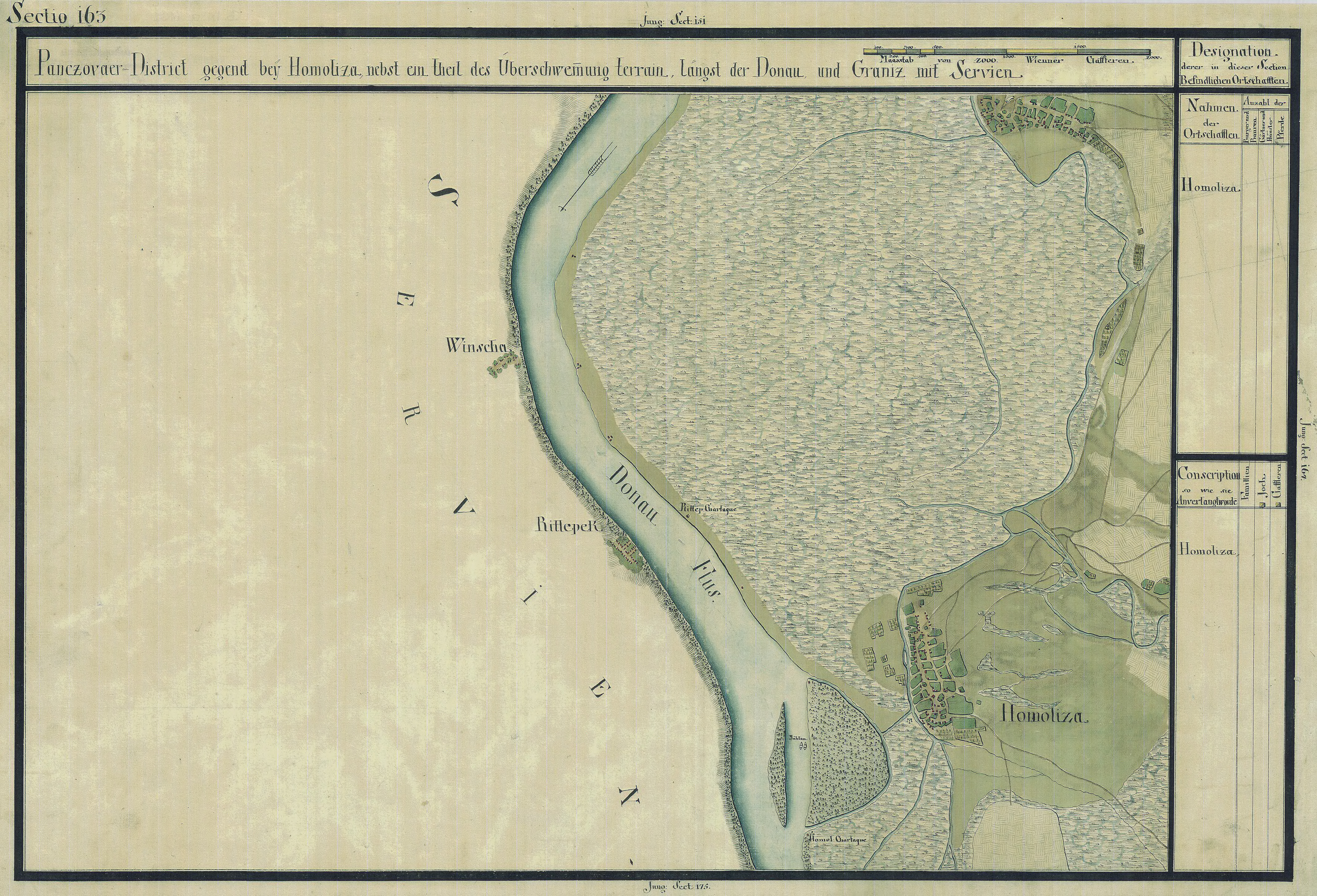
Omlód egy régi térképen

### Demográfiai változások
| 1948 | 1953 | 1961 | 1971 | 1981 | 1991 | 2002 | 2011 |
| ---- | ---- | ---- | ---- | ---- | ---- | ---- | ---- |
| 5084 | 5026 | 5565 | 5693 | 6500 | 6782 | 6518 | 6309 |